# آزای هیساماسا

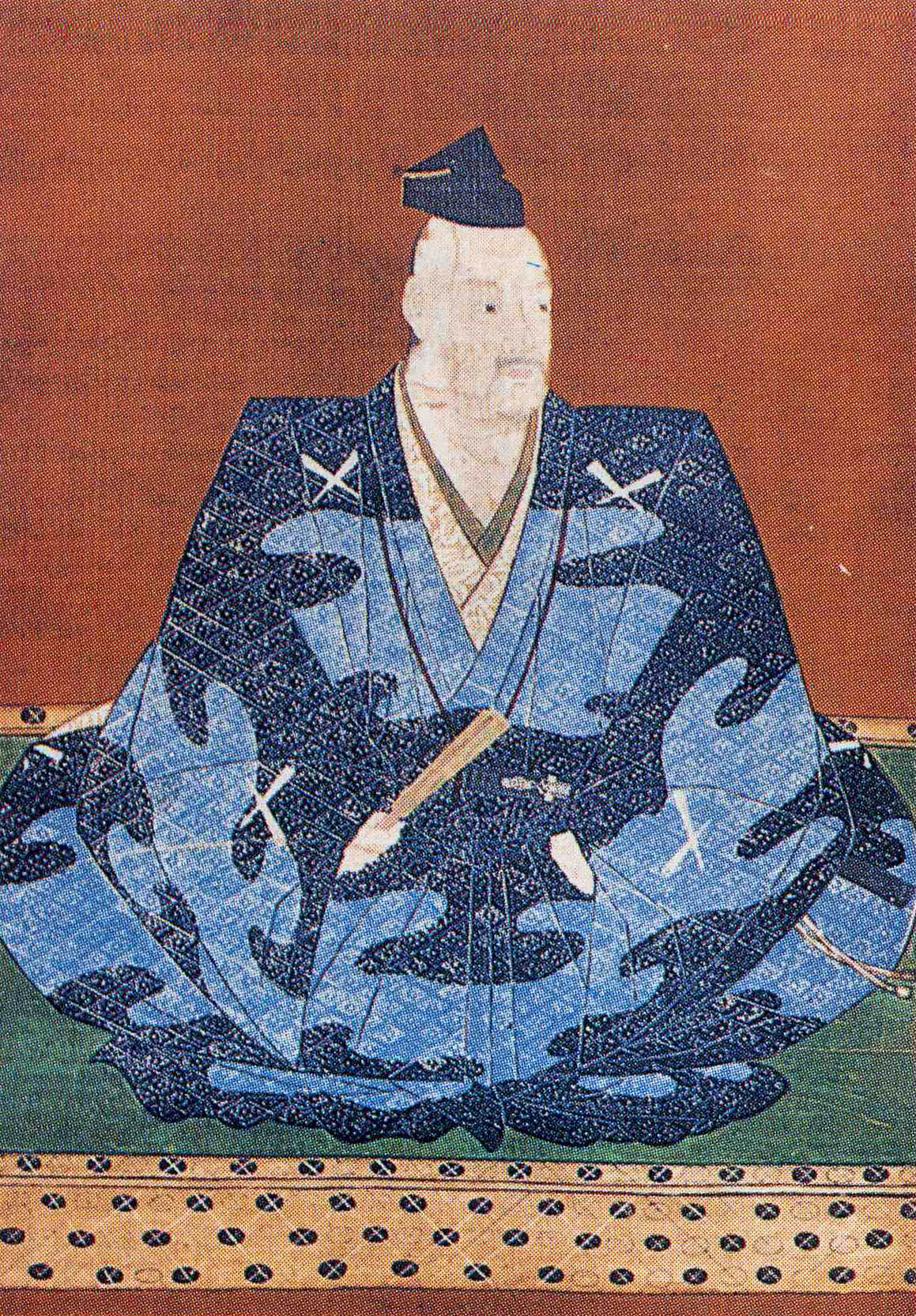
آزای هیساماسا

آزای هیساماسا (به ژاپنی: 浅井 久政 Azai Hisamasa) (۱۵۲۴ – ۲۳ سپتامبر، ۱۵۷۳) پسر آزای سوکه‌ماسا دومین رهبر خاندان آزای بود. او در سال ۱۵۴۲ بعد از مرگ پدر به رهبری خاندان رسید ولی برخلاف پدر قدرتمند نبود. او پدر آزای ناگاماسا و کیوگوکو ماریا بود.